# Hartcheshofen
Hartcheshofen (auch: Hartgeshofen) ist eine Wüstung im alten Maingau auf der Gemarkung von Dietzenbach im Kreis Offenbach in Hessen.
Die Gründung von Hartcheshofen liegt vermutlich in der zweiten merowingischen Siedlungsperiode. Aufgrund des Namens Auf Hartgeshofen am Lotzenbornspfad für ein Flurstück südlich von Dietzenbach wird der frühere Ort dort vermutet. Der Ort ist vermutlich bereits im 14. Jahrhundert wüst geworden.
Ein 1960 gefundener Schlüssel aus der karolingischen Zeit wird Hartcheshofen zugerechnet.
Mit Ippingshausen und Richolshausen gibt es zwei weitere Wüstungen auf dem Gebiet von Dietzenbach.